# Associação Social Esportiva Índios Guarus
L'Associação Social Esportiva Índios Guarus è una società pallavolistica maschile brasiliana, con sede a Guarulhos: milita nel campionato brasiliano di Superliga Série A.

## Storia
L'Associação Social Esportiva Índios Guarus viene fondata il 16 maggio 2018, andando a sostituire un anno dopo il vuoto lasciato dalla fine della collaborazione tra la città di Guarulhos e il club calcistico del Corinthians, che avevano portato nella città paulista la Superliga Série A, utilizzando prima il titolo sportivo del São Bernardo e poi quello dell'AEESB.
Dopo aver vinto il Girone B della Superliga Série C 2019, ottiene la promozione per partecipare alla Superliga Série B 2020, chiusa in anticipo, a causa della pandemia di COVID-19 in Brasile, al primo posto, che vale la seconda promozione all'interno della medesima annata.
Fa il suo esordio in Superliga Série A nella stagione 2020-21, classificandosi al nono posto. Nel corso dell'annata 2023-24 conquista il primo titolo della propria storia, vincendo il Campionato Paulista; disputa inoltre la finale della Coppa del Brasile e ottiene un terzo posto finale in campionato.

## Rosa 2024-2025
| N° | Nome               | Ruolo | Data di nascita   | Nazionalità sportiva |
| -- | ------------------ | ----- | ----------------- | -------------------- |
| 1  | Leonardo Leodolter | S     | 9 agosto 2002     | Brasile              |
| 2  | Danthon Todt       | L     | 13 giugno 2003    | Brasile              |
| 3  | Álvaro Barbosa     | C     | 5 aprile 2000     | Brasile              |
| 5  | Sandro de Carvalho | P     | 4 febbraio 1981   | Brasile              |
| 7  | João Franck        | S     | 9 marzo 1999      | Brasile              |
| 8  | Lucas Oishi        | S     | 29 maggio 2004    | Brasile              |
| 9  | Geovane Kuhnen     | C     | 10 ottobre 2000   | Brasile              |
| 10 | Gian de Moraes     | L     | 30 novembre 1988  | Brasile              |
| 11 | Celso da Silva     | P     | 13 marzo 1995     | Brasile              |
| 13 | Deivid Mota        | S     | 14 dicembre 1988  | Brasile              |
| 14 | Bruno Biella       | C     | 18 settembre 1998 | Brasile              |
| 17 | André Saliba       | O     | 27 agosto 1999    | Brasile              |
| 18 | Felipi Rammé       | S     | 23 maggio 1997    | Brasile              |
| 19 | Gustavo Asevedo    | C     | 2004              | Brasile              |
| 20 | Anderson Júnior    | O     | 15 dicembre 1997  | Brasile              |

## Palmarès
- Campionato Paulista: 1

2023